# Ủy ban Các vấn đề Cựu chiến binh Thượng viện Hoa Kỳ
Ủy ban Các vấn đề Cựu chiến binh Thượng viện Hoa Kỳ (tiếng Anh: United States Senate Committee on Veterans' Affairs) là ủy ban thường trực của Thượng viện Hoa Kỳ quản lý việc giám sát các vấn đề liên quan đến cựu chiến binh Hoa Kỳ.

## Thành viên của ủy ban trongQuốc hội khóa 117
| Đa số | Thiểu số |
| --- | --- |
| - Jon Tester, Montana, Chủ tịch - Patty Murray, Washington - Bernie Sanders, Vermont - Sherrod Brown, Ohio - Richard Blumenthal, Connecticut - Mazie Hirono, Hawaii - Joe Manchin, Tây Virginia - Kyrsten Sinema, Arizona - Maggie Hassan, New Hampshire | - Jerry Moran, Kansas, Thành viên Xếp hạng - John Boozman, Arkansas - Bill Cassidy, Louisiana - Mike Rounds, Nam Dakota - Thom Tillis, Bắc Carolina - Dan Sullivan, Alaska - Marsha Blackburn, Tennessee - Kevin Cramer, North Dakota - Tommy Tuberville, Alabama |

Theo tiểu sử chính thức của các thành viên trên trang web của ủy ban, hai trong số mười tám thành viên là cựu chiến binh: Richard Blumenthal và Dan Sullivan .
Ghi chú:
1. ↑  Bernie Sanders là chính khách độc lập, nhưng họp kín cùng Đảng Dân chủ.

## Chủ tịch Ủy ban
| Tên | Tên             | Đảng     | Tiểu bang     | Nhiệm kỳ  |
| --- | --------------- | -------- | ------------- | --------- |
|     | Vance Hartke    | Dân chủ  | Indiana       | 1971–1977 |
|     | Alan Cranston   | Dân chủ  | California    | 1977–1981 |
|     | Alan K. Simpson | Cộng hòa | Wyoming       | 1981–1985 |
|     | Frank Murkowski | Cộng hòa | Alaska        | 1985–1987 |
|     | Alan Cranston   | Dân chủ  | California    | 1987–1993 |
|     | Jay Rockefeller | Dân chủ  | West Virginia | 1993–1995 |
|     | Alan K. Simpson | Cộng hòa | Wyoming       | 1995–1997 |
|     | Arlen Spectre   | Cộng hòa | Pennsylvania  | 1997–2001 |
|     | Jay Rockefeller | Dân chủ  | West Virginia | 2001–2003 |
|     | Arlen Spectre   | Cộng hòa | Pennsylvania  | 2003–2005 |
|     | Larry Craig     | Cộng hòa | Idaho         | 2005–2007 |
|     | Daniel Akaka    | Dân chủ  | Hawaii        | 2007–2011 |
|     | Patty Murray    | Dân chủ  | Washington    | 2011–2013 |
|     | Bernie Sanders  | Độc lập  | Vermont       | 2013–2015 |
|     | Johnny Isakson  | Cộng hòa | Georgia       | 2015–2019 |
|     | Jerry Moran     | Cộng hòa | Kansas        | 2020–2021 |
|     | Jon Tester      | Dân chủ  | Montana       | 2021–nay  |